# Valea Lungă, Sibiu
Valea Lungă este un sat în comuna Dârlos din județul Sibiu, Transilvania, România.
În Valea Lungă se află o biserică ortodoxă din lemn, care este poziționată la marginea pădurii.

## Imagini

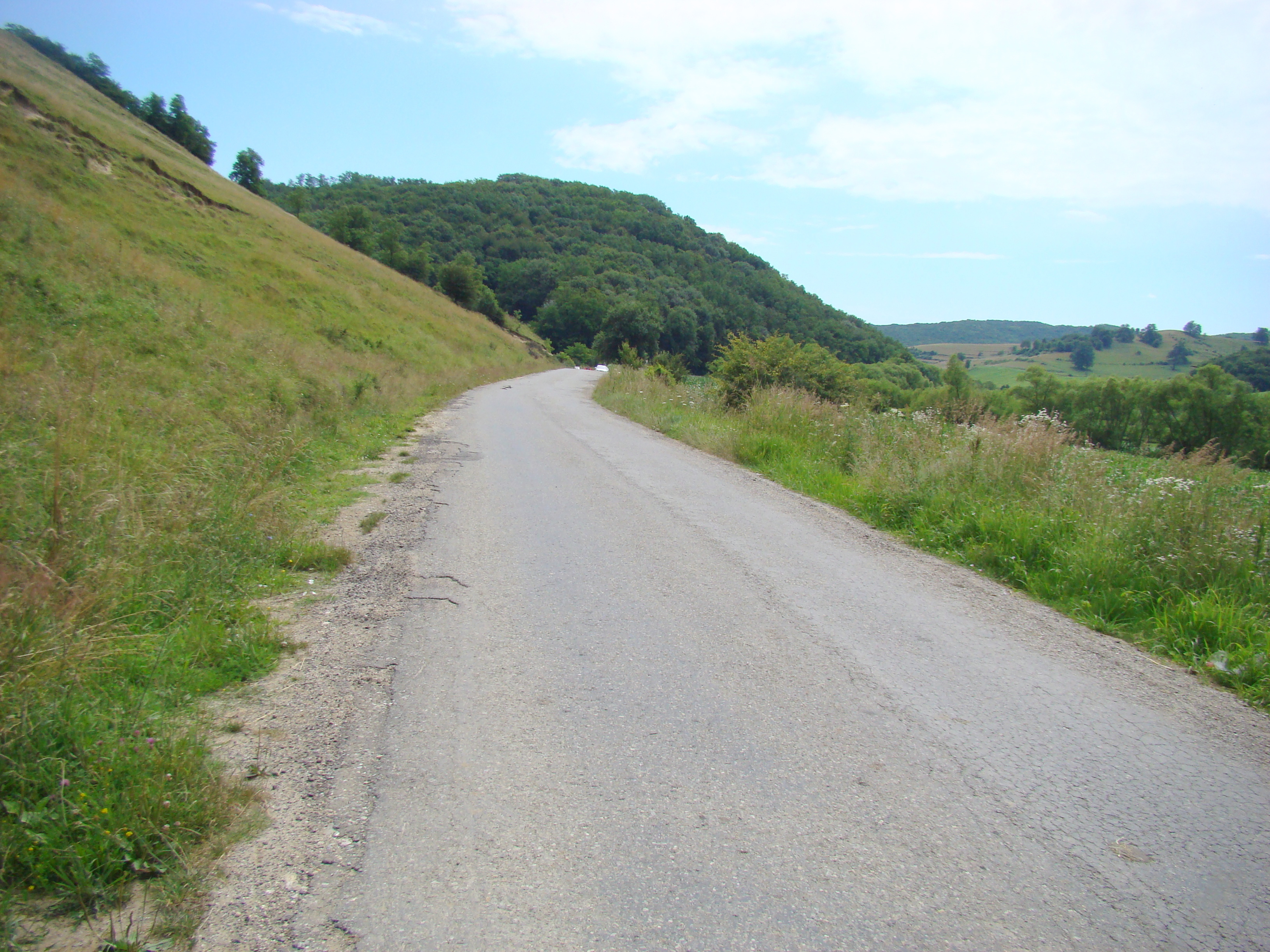
Drumul Valea Lungă-Păucea
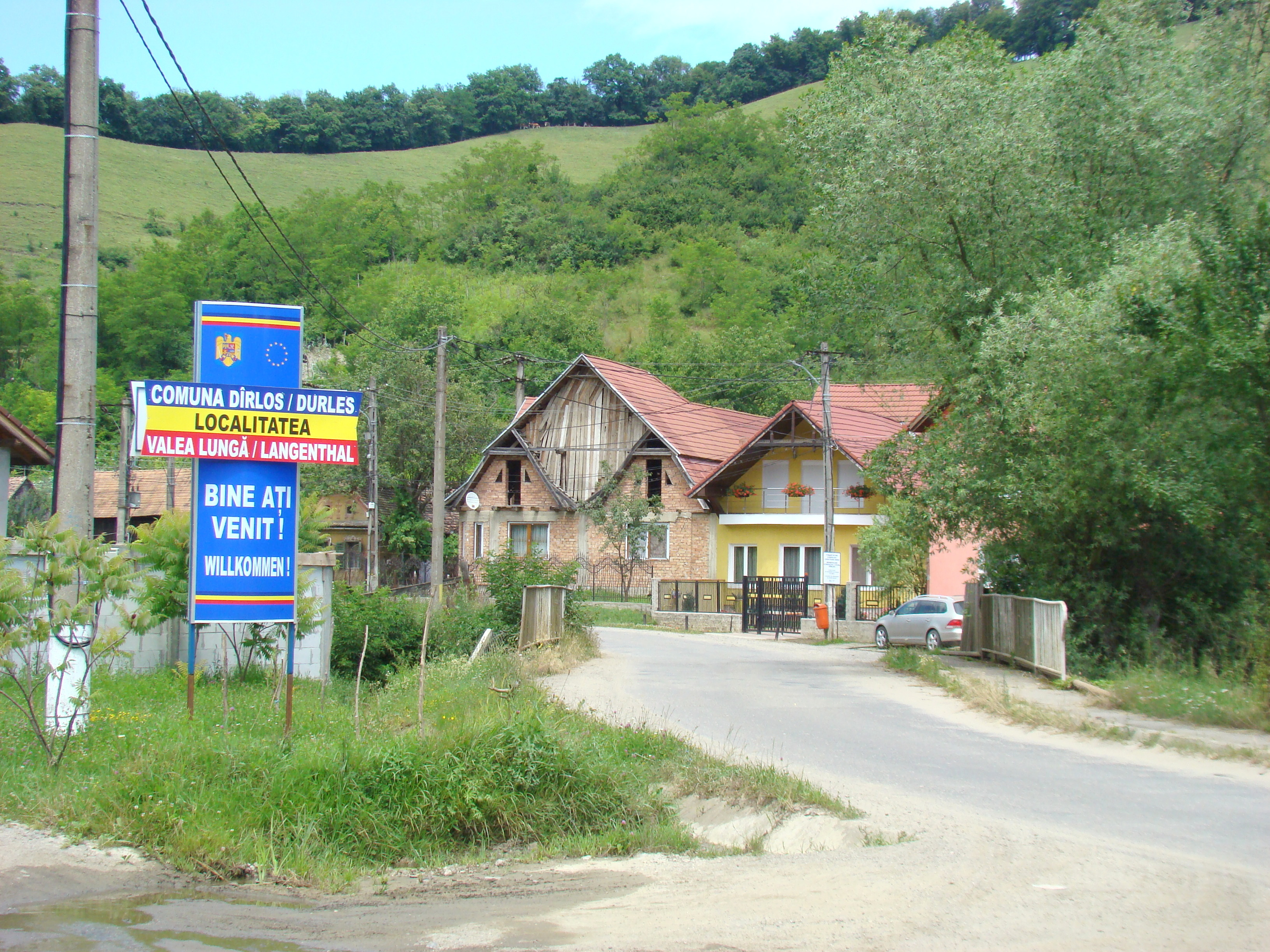
Intrarea în localitate
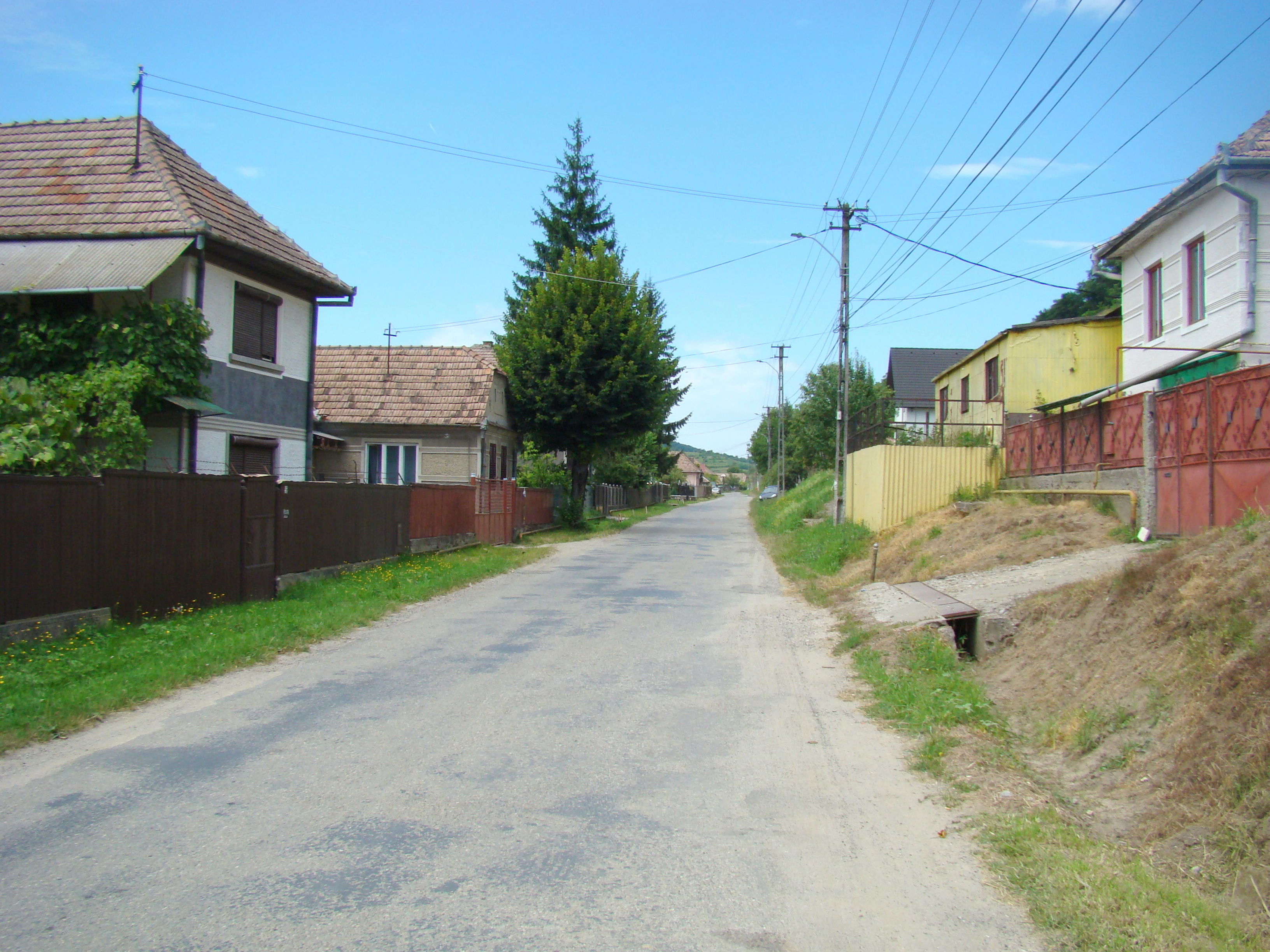
Centrul localității
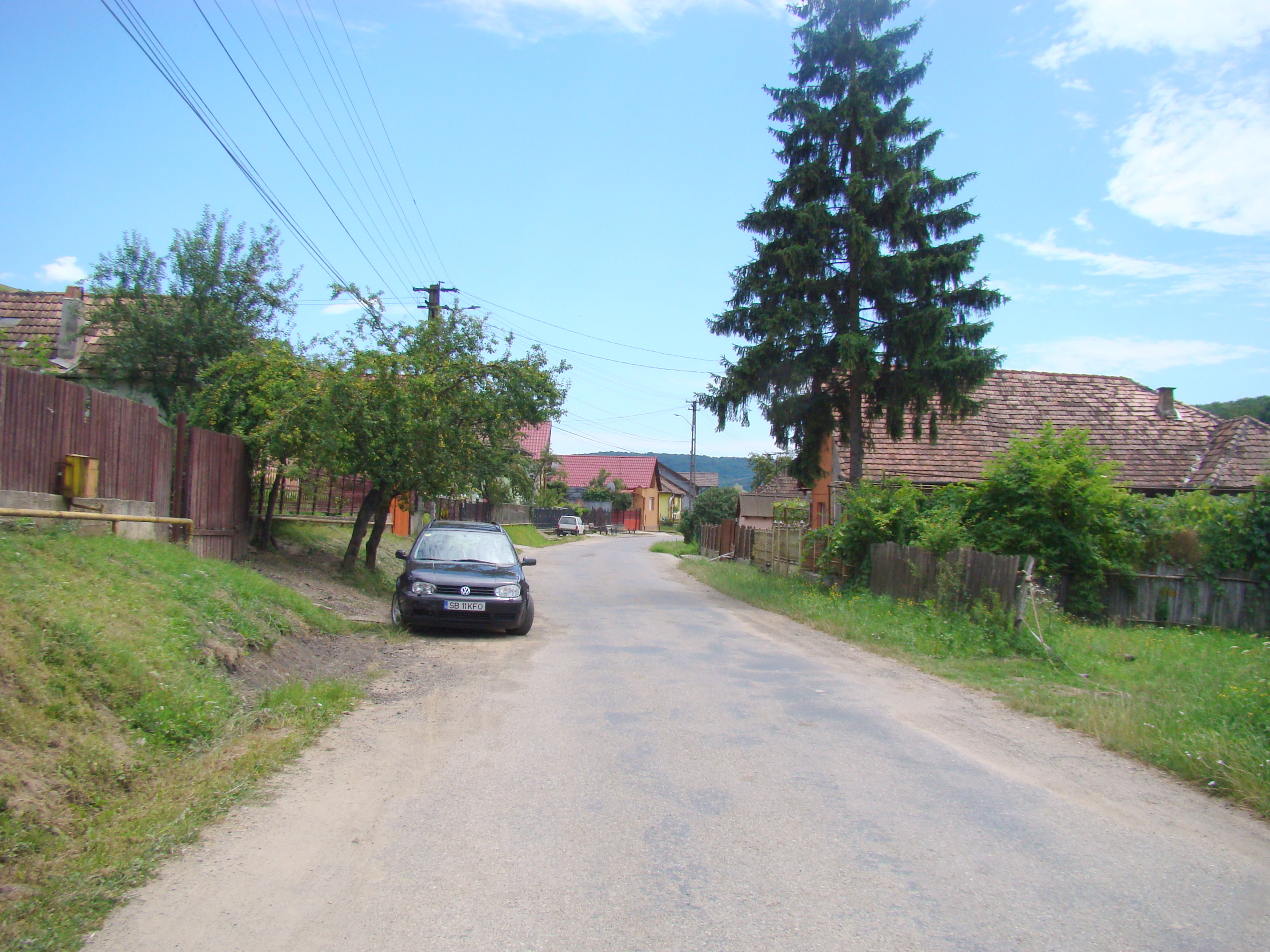
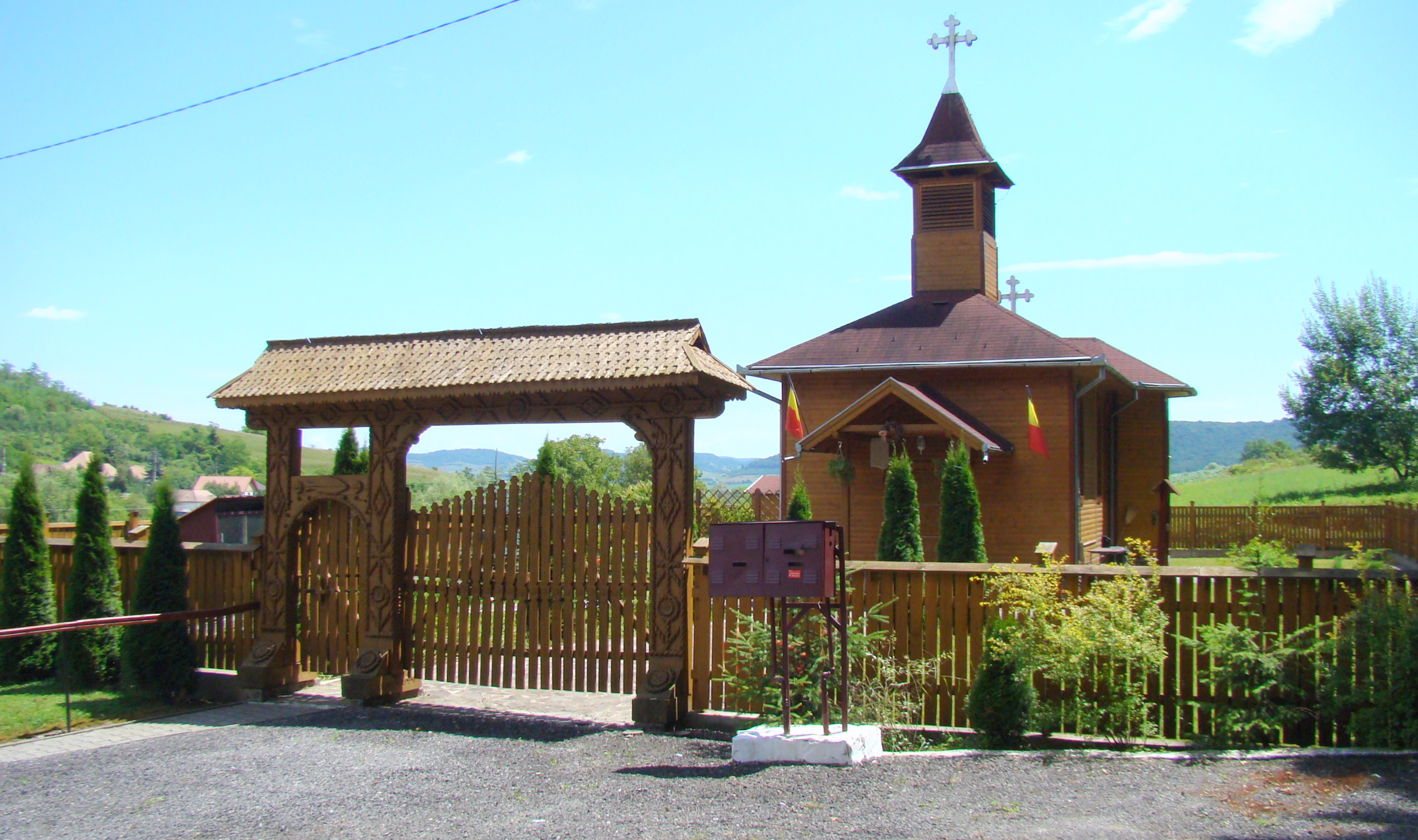
Biserica de lemn „Schimbarea la Față”
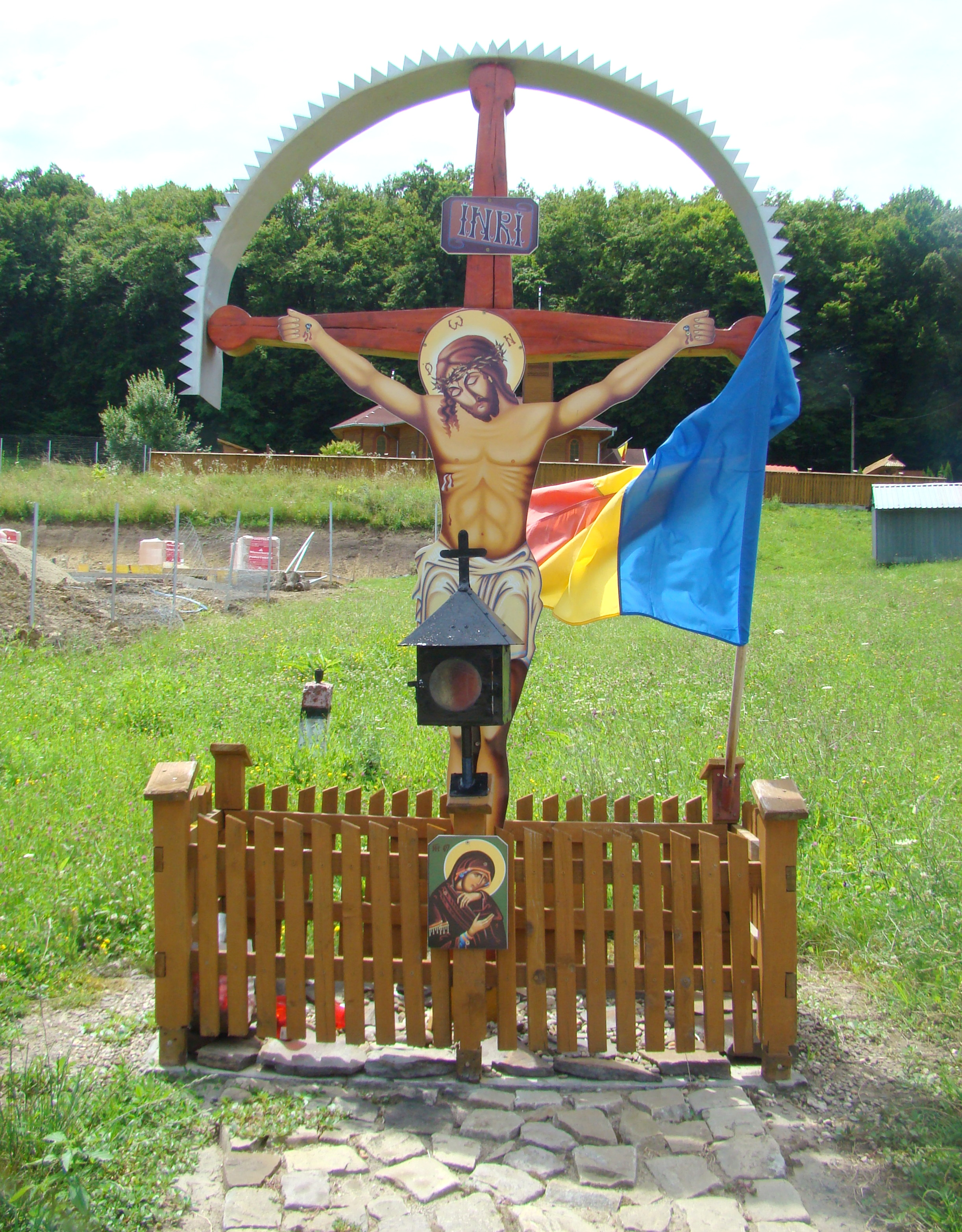
Troița